# Okręty podwodne typu H
Okręty podwodne typu H – amerykańskie jednokadłubowe okręty podwodne z okresu poprzedzającego wybuch I wojny światowej, najliczniej reprezentowany typ jednostek tej klasy w trakcie prowadzonych działań wojennych. Jednostki tego typu zostały zamówione dla flot sześciu państw: Chile, Kanady, Wielkiej Brytanii, Imperium Rosyjskiego oraz Stanów Zjednoczonych, jednakże w wyniku zmian sytuacji politycznej i militarnej oraz wypadków wojennych na świecie, używane były przez floty dziewięciu państw, w tym przez holenderską Koninklijke Marine a nawet przez marynarkę wojenną III Rzeszy. Jednostki brały udział w działaniach wojennych I wojny światowej, na wszystkich teatrach prowadzonych w tej wojnie działań morskich, a po jej zakończeniu, były sukcesywnie wycofywane ze służby. Ostatni okręt tego typu zakończył swą służbę w marynarce chilijskiej dopiero w 1953 roku.

## Zamówienia
Okręty typu H były jednokadłubowymi jednostkami projektu stoczni Electric Boat, która nadała im oznaczenie EB 26, przygotowanym oryginalnie dla chilijskiej marynarki wojennej, która w 1911 roku zamówiła dwa okręty mające nosić nazwy „Iquique” i „Antofagasta”. Dla celów eksportowych stocznia jednak zmieniła ich oznaczenie odwracając kolejność cyfr i przedzielając je cyfrą „0”. Stąd też kodem stoczni jednostek budowanych dla użytkowników zagranicznych było EB 602. Ostatecznie jednak Chile nie przyjęło ich, jednak u progu I wojny światowej okręty te zostały zakupione przez Kanadę. Krótko po tym trzy okręty tego typu zostały zamówione przez marynarkę amerykańską, które z projektu pierwszej z jednostek chilijskich przejęły 4 dziobowe wyrzutnie torpedowe z drugiej zaś przedłużony kadłub. W 1918 roku okrętom zmieniono także silniki, instalując w nich 480-konne jednostki napędowe NELSECO

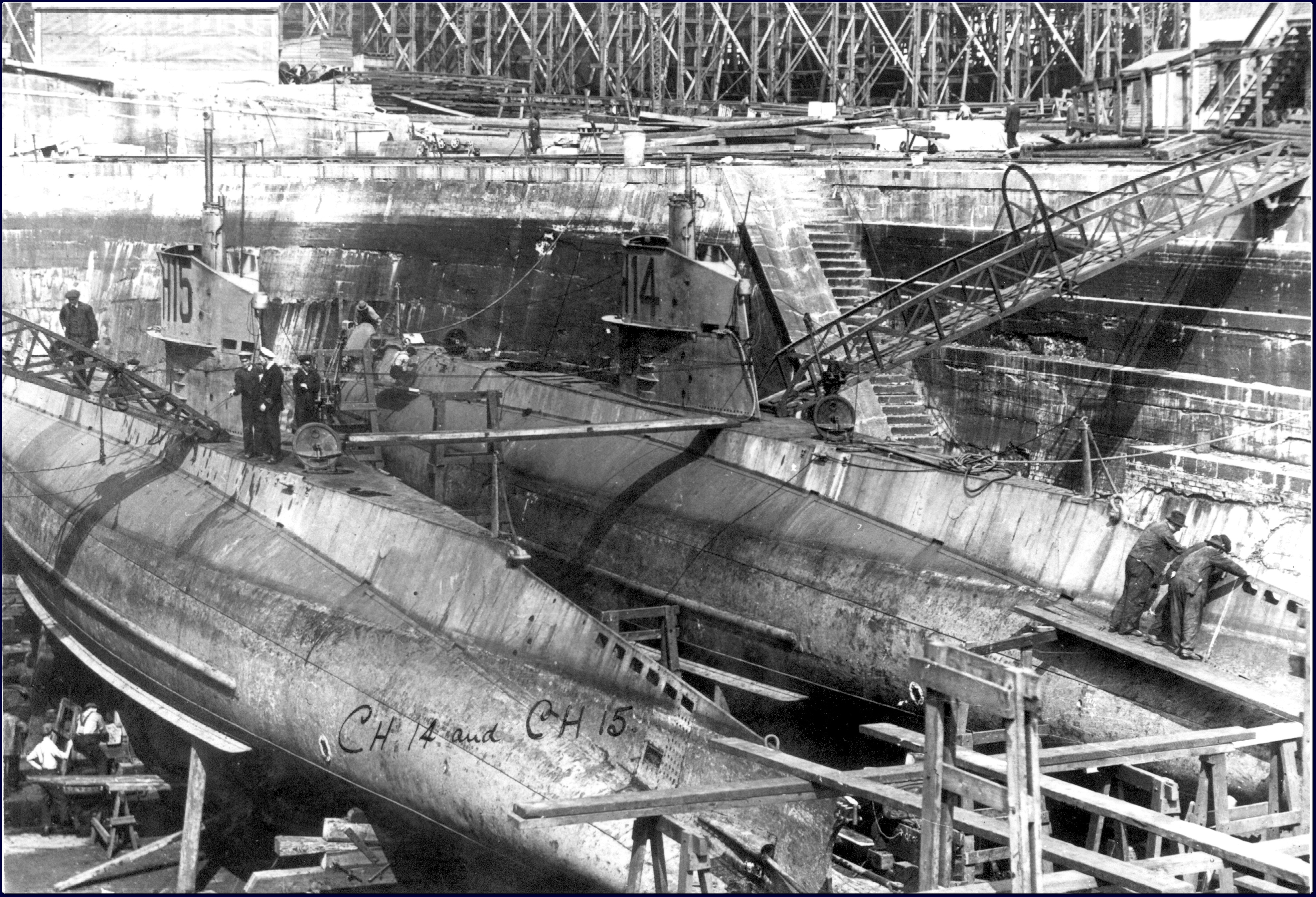
CH-14 i CH-15 w suchym doku

W 1914 roku Wielka Brytania zamówiła w stoczni Electric Boat 20 jednostek dla Royal Navy. W związku z koniecznością zachowania przez Stany Zjednoczone neutralności wobec toczącej się w tym czasie I wojny światowej, pierwsze 10 okrętów, zamówione w październiku, zostało skompletowanych w stoczni Canadian Vickers w Kanadzie, jednak druga partia 10 okrętów - zamówionych w grudniu - została zajęta, i udostępniona Royal Navy dopiero po przystąpieniu USA do wojny. Cztery z okrętów drugiej partii zostały wcielone do marynarki brytyjskiej, pięć kolejnych zaś zostało przekazanych przez rząd brytyjski marynarce Chile, jako rekompensata za budowane w brytyjskich stoczniach okręty dla Chile, które w momencie wybuchu wojny zostały przejęte przez Zjednoczone Królestwo. Ostatni z brytyjskich okrętów tego typu został przez Chile zakupiony. Korzystając z Canadian Vickers, zamówienie na osiem okrętów tego typu złożyły w 1915 roku również Włochy.
Okręty tego typu, zostały także zamówione przez Rosję carską. Pięć z nich zostało zamówionych w British Pacific Construction and Engineering Company w Vancouver we wrześniu 1915 roku, trzy na początku 1916 roku, ostatnia zaś grupa ośmiu jednostek w marcu 1917 roku. Pierwsze 3 okręty zostały dostarczone w częściach do Rosji, gdzie miały być poddane ukończeniu w stoczniach w Petersburgu oraz Mikołajowie, jednakże zamówienie na osiem ostatnich okrętów zostało anulowane po rewolucji bolszewickiej i ostatecznie wykonane na rzecz US Navy w Puget Sound Navy Yard.

## Służba operacyjna
Trzy zamówione okręty amerykańskie, już przed ukończeniem otrzymały oznaczenia H-1, H-2 oraz H-3. Jednostki te służyły na zachodnim wybrzeżu Stanów Zjednoczonych. 12 marca 1920 roku H-1 uderzył w dno, a czterech członków załogi - w tym dowódca okrętu - poniosło śmierć przy próbie wydostania się na brzeg. Wszystkie pozostałe amerykańskie okręty zostały wycofane ze służby w 1930 roku.
Okręty kanadyjskie służyły na zachodnim wybrzeżu, gdzie dołączyły do nich brytyjskie jednostki typu H H-14 i H-15, które zostały przemianowane na CH-14 i CH-15. Wszystkie cztery okręty zostały pocięte na złom w 1925 roku.

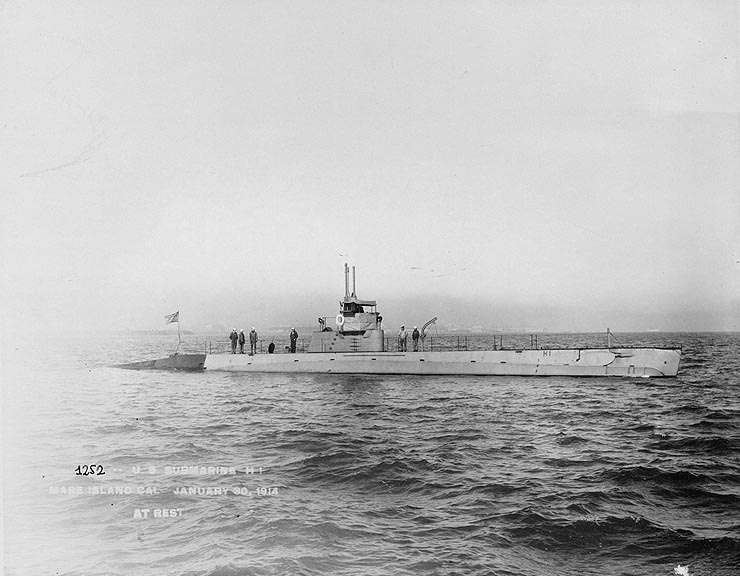
Amerykański H-1, przed wodowaniem noszący nazwę „Seawolf”, 30 stycznia 1914 roku

Pozostałe okręty brytyjskie prowadziły aktywną działalność operacyjną na Morzu Północnym i Śródziemnym podczas I wojny światowej. 18 stycznia 1916 roku HMS H6 osiadł na mieliźnie u wybrzeży Holandii i został internowany. W maju tego roku został kupiony przez Holandię, przemianowany na O-8 i pozostawał na służbie aż do II wojny światowej, kiedy został zajęty przez Niemców i wcielony do służby szkoleniowej w Kriegsmarine jako U-D1. Służbę zakończył ostatecznie 3 maja 1945 roku. HMS H3 wpadł na minę 15 lipca 1916 roku, 19 stycznia 1918 roku na minę wpadł prawdopodobnie także H10, H5 natomiast został 15 lipca tego roku staranowany przez brytyjski parowiec „Rutherglen”, kiedy został omyłkowo wzięty za U-Boota. Pozostałe okręty brytyjskie służyły do roku 1921, kiedy zostały sprzedane na złom.
Okręty włoskie prowadziły intensywną działalność operacyjną na Morzu Śródziemnym i Adriatyku. H-5 16 kwietnia 1918 roku został omyłkowo storpedowany na Adriatyku przez brytyjski H1 tego samego typu, H-8 5 czerwca 1943 roku został zbombardowany i zatonął w pobliżu La Spezia, 14 września H-6 zatonął koło Bonifacio, H-7 został wycofany ze służby w 1930 roku, zaś H-3 w 1947 roku. Pozostałe jednostki pełniły służbę do 1947 roku.
Okręty chilijskie otrzymały nazwy „Guacolda”, „Tegualda”, „Rucumilla”, „Quidora”, „Fresia” oraz „Guale”. „Rucumilla” zatonęła w wypadku 2 czerwca 1937 roku wraz z cała załogą - została jednak wydobyta i powróciła do służby. Wszystkie okręty zakończyły służbę w latach 1945-1953.
Rosyjskie okręty Floty Bałtyckiej służyły aktywnie aż do ich zatopienia koło Hanko 3 kwietnia 1918 roku. Wyjątkiem był AG-14, który 6 lipca 1917 roku zatonął na minie niedaleko Lipawy. Okręty Floty Czarnomorskiej aż do czasu rewolucji nie weszły do służby. W kwietniu 1918 roku AG-21 został zajęty przez siły niemieckie w Sewastopolu, po czym dostał się pod kontrolę państw zachodnich, został następnie zatopiony 26 kwietnia 1919 roku. W 1928 roku został jednak wydobyty, przebudowany i 30 grudnia 1930 roku wcielony do służby we flocie radzieckiej jako „Numer 16”. AG-22 został w 1919 roku wcielony do Białej Rosyjskiej Floty generała Piotra Wrangla, w 1920 roku uciekł przed bolszewikami wraz z innymi okrętami Białej Floty do Bizerty w Tunezji, gdzie został opuszczony a następnie sprzedany w listopadzie 1923 roku. Pozostałe okręty Floty Czarnomorskiej zostały ukończone i wcielone do marynarki radzieckiej, jako „Trocki” (później „Niezamożnyj”, a następnie „Szachtjor”), „Komunist”, „Marksist” oraz „Politrabotnik”. 1 lipca 1923 roku wszystkie okręty zostały przemianowane na jednostki z oznaczeniami numerycznymi, z numerami od 12 do 15, zaś 15 września 1934 roku, otrzymały oznaczenia A-1 do A-5. A-1 został zatopiony w Sewastopolu w czerwcu 1942 roku, A-3 4 listopada 1943 roku został zatopiony przez niemiecki ścigacz okrętów podwodnych UJ-117, pozostałe okręty natomiast zostały wyłączone ze służby pod koniec 1943 roku i pocięte na złom po zakończeniu drugiej wojny światowej.

## Ulepszony typH
W drugiej dekadzie XX wieku, Vickers opracował projekt okrętów ulepszonego projektu oryginalnego typu H nazwane Improved H class. Modyfikacja polegała na przedłużeniu jednostek w celu instalacji wyrzutni torpedowych kalibru 533 mm. Maszynownia tych okrętów, podobnie jak ich wyposażenie, pozostawały zasadniczo niezmienione w stosunku do wcześniejszych okrętów, elementy te były zaś pozyskiwane z dotychczasowych źródeł zaopatrzenia w Stanach Zjednoczonych oraz z brytyjskich przedsiębiorstw. Zwodowano 23 jednostki tego typu, przy czym zamówienie na 12 kolejnych zostało w 1917 roku anulowane.